# Noyal-sous-Bazouges
Noyal-sous-Bazouges è un comune francese di 379 abitanti situato nel dipartimento dell'Ille-et-Vilaine nella regione della Bretagna.

## Società

### Evoluzione demografica
Abitanti censiti